# Mecodinops
Mecodinops é um gênero de traça pertencente à família Arctiidae.